# Unkana sakaguchii
Unkana sakaguchii är en insektsart som beskrevs av Matsumura 1935. Unkana sakaguchii ingår i släktet Unkana och familjen sporrstritar. Inga underarter finns listade i Catalogue of Life.